# Otets i syn
Otets i syn (russisk: Отец и сын) er en russisk spillefilm fra 2003 af Aleksandr Sokurov.

## Medvirkende
- Andrej Sjjetinin
- Aleksej Nejmysjev som Aleksej
- Aleksandr Razbasj som Sasja
- Fjodor Lavrov som Fjodor
- Marina Zasukhina